# Estudio de negocios

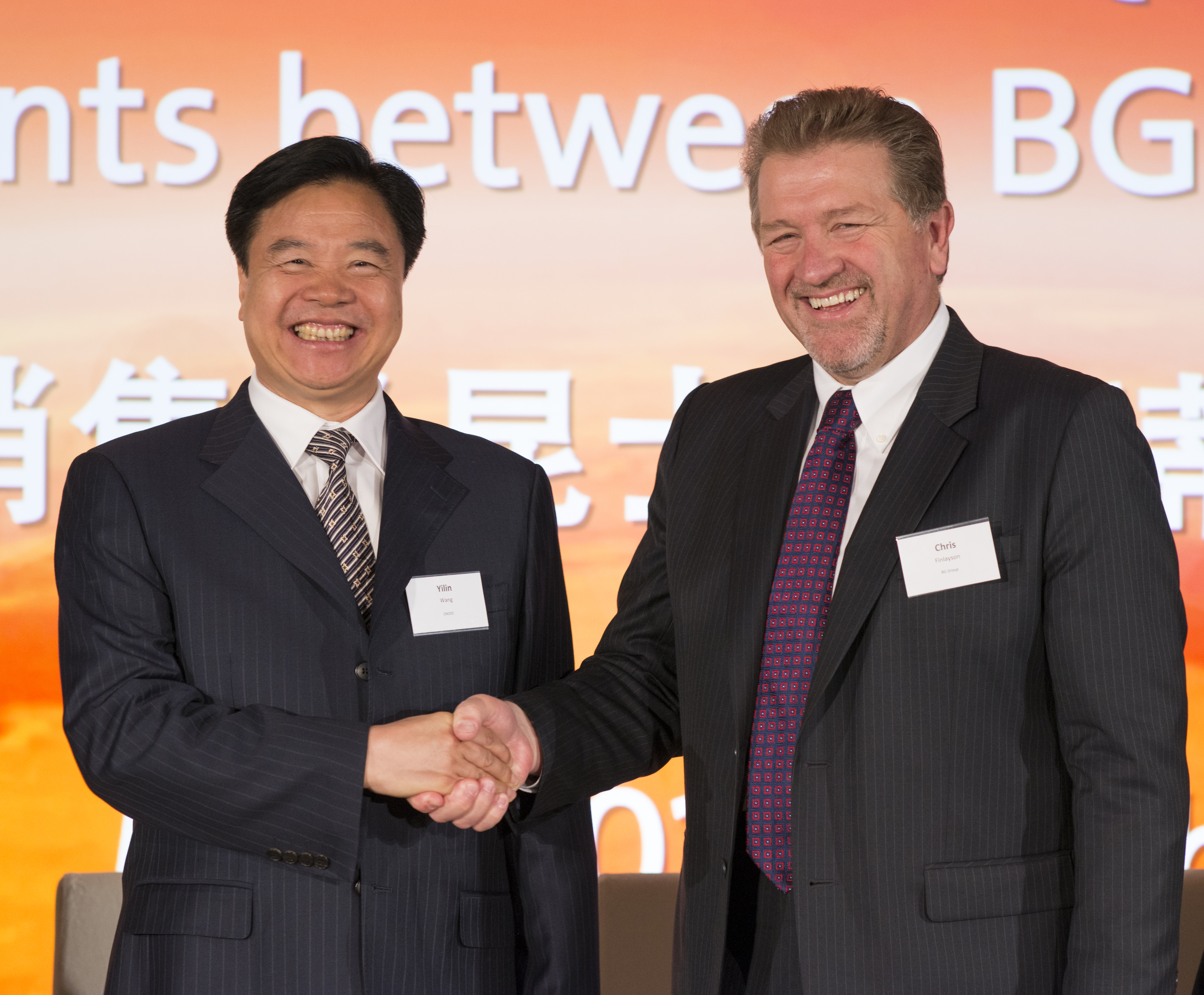
El presidente del grupo CNOOC, Wang Yilin, izquierda, y el director ejecutivo del grupo BG, Chris Finlayson, el 6 de mayo de 2013.

El estudio de negocios es una materia académica impartida en la educación secundaria en Australia, Canadá, Hong Kong, India, Nigeria, Nepal, Irlanda, Nueva Zelanda, Pakistán, Sudáfrica, Sri Lanka, Zimbabue, Argentina, Suiza, Tanzania, Malaysia, Zambia y el Reino Unido, así como a nivel universitario en muchos países. Su estudio combina elementos de la contaduría, finanzas, marketing, estudio organizacional y economía.

## Reino Unido

### Inglaterra
El estudio puede ser tomado como parte de Certificado General de educación secundaria (GCSE) opción por el año 10 y año 11 en escuela secundaria, y también tomada como parte de GCE Nivel Avanzado (Nivel-A) cursada en año 12 y año 13. Este incluye un rango de materia, la cual da al estudiante entendimiento general de los diferentes elementos de llevar a cabo un negocio. Las materias incluyen, pero no están limitadas a: Organización de negocios, Gente de negocios, Marketing, operaciones y producción, Finanza, y Asesoría Estratégica.
La asesoría es una opción para National 5 and Higher qualifications. Ambas National 5 y pruebas difíciles cubre la comprensión de los negocios, Gente, Finanzas, Marketing y operaciones.

### Entrada a UK Educación Superior
También La Universidad de Cambridge no considera a los estudios de negocios como una 'materia académica tradicional', tampoco considera que los estudios de negocios individuales desaventajarán a los estudiantes mientras sea identificada como 'esencial' o 'deseable' siendo aplicada para el curso. También es adecuado cuando se aplica a la economía en la universidad, si el candidato de la universidad no viene de donde se ofrece la economía Nivel-A individualmente.

## Hungría
Después de terminar escuela secundaria, los estudiantes en Hungría tienen la opción de tomar un semestre acreditado 2-4 de negocios y obtener un certificado, o aplicar para la universidad. Los estudiantes pueden formar parte de 2-semestre de preparatoria en negocios para tener una mayor oportunidad de ser aceptado en la universidad. La escuela de negocios de Hungría se ha organizado de acuerdo al sistema de Bologna desde el 2006. El primer escenario del sistema multiciclo educacional, un grado en Licenciatura puede ser obtenida 6-8 semestres. En caso de que un estudiante deseara apresurar sus estudios, ellos pueden obtener un programa de maestros por 2-4 semestres.

## República de Sudáfrica
Estudios Empresariales se puede tomar como una asignatura optativa a partir de un estudiante del grado 10 años a través de su grado de 12 años.
Sudáfrica tiene muchas normas diferentes de Educación. Algunas escuelas varían en el Consejo de exámenes, elegido, para educar a sus estudiantes bajo. El Departamento de Educación Gubernamental permite que los niños escriben  NSC Exámenes; esta Junta es la más ampliamente utilizado en Sudáfrica. Los estudiantes de las escuelas privadas escriben  IEB Exámenes y son impartidos bajo Normas-IEB. Por último, Estudios Empresariales se puede tomar como parte del  GCSE, o puede ser tomado como parte de un CME Nivel Avanzado (nivel A) curso en las Escuelas se ejecutan bajo el Cambridge International Examinations Junta, proporcionar una educación británica en Sudáfrica. Escuelas de Cambridge son en menor cantidad en Sudáfrica. Ciencias Empresariales incluyen una serie de temas, que dan a la comprensión general de los diversos elementos de gestión de una empresa de los estudiantes.